# Código basado en prestaciones
En construcción, se le denomina código basado en prestaciones a aquel código o normativa que para ser cumplido obliga a que la construcción cumpla con unas determinadas prestaciones, independientemente de las técnicas que se hayan utilizado para cumplirlas. Esto facilita la innovación y el uso de nuevas técnicas, ya que permiten su uso aunque no existieran cuando se redactó la norma, siempre que el resultado que proporcionen las nuevas técnicas sea el adecuado. Las nuevas normativas en construcción tienden a basarse en prestaciones.
Se distingue así de los códigos prescriptivos, en los que las técnicas utilizadas en construcción tienen que ser aquellas que indica la norma, y por lo tanto no es posible utilizar técnicas desarrolladas posteriormente.
Un ejemplo de código basado en prestaciones es el Código Técnico de la Edificación.